# Nikoloz Derioegini
Nikoloz Derioegini (Georgisch: ნიკოლოზ ალექსანდრეს ძე დერიუგინი, Nikoloz Aleksandres dze Derioegini; Russisch: Николай Александрович Дерюгин, Nikoloz Aleksandrovitsj Derjoegin) ( Koetaisi, 30 april 1959) is een voormalig basketbalspeler, die in 1980 op de Olympische Spelen uitkwam voor de Sovjet-Unie.

## Carrière
Derioegini begon zijn loopbaan in bij Dinamo Tbilisi in 1975. In 1991 ging hij spelen voor BC Tbilisi. In 1992 verhuisde hij naar Hongarije om te spelen voor MAFC. In 1993 stapte hij over naar Vita Tbilisi. Na één seizoen ging hij spelen voor SDASU Tbilisi. In 1995 verhuisde hij naar Slowakije om te spelen voor Pharma. In 1996 stopte hij met basketbal.
In 1980 won Derugin met het nationale team van de Sovjet-Unie brons op de Olympische Spelen. Derioegini won één keer goud op het Wereldkampioenschap in 1982 en won goud op het Europees kampioenschap in 1981. Ook won hij nog zilver in 1973.

## Erelijst
- Landskampioen Sovjet-Unie:
  - Derde: 1977
- Olympische Spelen:
  - Brons: 1980
- Wereldkampioenschap: 1
  - Goud: 1982
- Europees kampioenschap: 1
  - Goud: 1981
  - Brons: 1983